# Cheiloneuromyia
Cheiloneuromyia is een geslacht van vliesvleugeligen uit de familie Encyrtidae. De wetenschappelijke naam van dit geslacht is voor het eerst geldig gepubliceerd in 1915 door Girault.

## Soorten
Het geslacht Cheiloneuromyia omvat de volgende soorten:
- Cheiloneuromyia javensis Girault, 1916
- Cheiloneuromyia planchoniae (Howard, 1896)
- Cheiloneuromyia simpliciscutellum Girault, 1915